# Atletism la Jocurile Olimpice de vară din 2024 - 400 m (masculin)
Proba de atletism 400 de metri masculin de la Jocurile Olimpice de vară din 2024 a avut loc în perioada 4-7 august 2024 pe Stade de France.

## Recorduri
Înaintea acestei competiții, recordurile mondiale și olimpice erau următoarele:
| Record  | Atlet                   | Timp  | Loc                      | Data           |
| ------- | ----------------------- | ----- | ------------------------ | -------------- |
| Mondial | Wayde van Niekerk (RSA) | 43,03 | Rio de Janeiro, Brazilia | 14 august 2016 |
| Olimpic | Wayde van Niekerk (RSA) | 43,03 | Rio de Janeiro, Brazilia | 14 august 2016 |

## Program
Orele sunt ora Franței (UTC+1) 
| Data                    | Oră   | Etapă        |
| ----------------------- | ----- | ------------ |
| Duminică, 4 august 2024 | 19:05 | Primul tur   |
| Luni, 5 august 2024     | 11:20 | Recalificări |
| Marți, 6 august 2024    | 19:35 | Semifinale   |
| Miercuri, 7 august 2024 | 21:20 | Finala       |

## Rezultate

### Primul tur
S-au calificat în semifinale primii trei atleți din fiecare serie (C). Toți ceilalți au avansat în runda de recalificări.

#### Seria 1
| Loc | Culoar | Atlet                     | Țară                       | Timp  | Note |
| --- | ------ | ------------------------- | -------------------------- | ----- | ---- |
| 1   | 6      | Matthew Hudson-Smith      | Marea Britanie             | 44,78 | C    |
| 2   | 3      | Christopher Bailey        | Statele Unite ale Americii | 44,89 | C    |
| 3   | 4      | Håvard Bentdal Ingvaldsen | Norvegia                   | 45,46 | C    |
| 4   | 7      | Chidi Okezie              | Nigeria                    | 45,52 |      |
| 5   | 2      | Kentaro Sato              | Japonia                    | 45,60 |      |
| 6   | 8      | Oleksandr Pohorilko       | Ucraina                    | 45,71 |      |
| 7   | 5      | Deandre Watkin            | Jamaica                    | 45,97 |      |

#### Seria 2
| Loc | Culoar | Atlet               | Țară                       | Timp  | Note  |
| --- | ------ | ------------------- | -------------------------- | ----- | ----- |
| 1   | 6      | Michael Norman      | Statele Unite ale Americii | 44,10 | C, SB |
| 2   | 9      | Jereem Richards     | Trinidad și Tobago         | 44,31 | C     |
| 3   | 2      | Busang Kebinatshipi | Botswana                   | 44,45 | C, PB |
| 4   | 8      | Ammar Ibrahim       | Qatar                      | 44,66 | PB    |
| 5   | 5      | Sean Bailey         | Jamaica                    | 44,68 |       |
| 6   | 4      | Attila Molnár       | Ungaria                    | 45,24 |       |
| 7   | 7      | Anthony Zambrano    | Columbia                   | 45,49 |       |
| 8   | 3      | Michael Joseph      | Sfânta Lucia               | 45,69 |       |

#### Seria 3
| Loc | Culoar | Atlet                | Țară          | Timp  | Note |
| --- | ------ | -------------------- | ------------- | ----- | ---- |
| 1   | 3      | Muzala Samukonga     | Zambia        | 44,56 | C    |
| 2   | 2      | Bayapo Ndori         | Botswana      | 44,87 | C    |
| 3   | 8      | Luca Sito            | Italia        | 44,99 | C    |
| 4   | 5      | Jean Paul Bredau     | Germania      | 45,07 |      |
| 5   | 7      | Dylan Borlée         | Belgia        | 45,36 |      |
| 6   | 9      | Yuki Joseph Nakajima | Japonia       | 45,37 |      |
| 7   | 6      | Lythe Pillay         | Africa de Sud | 45,60 |      |
| 8   | 4      | Matěj Krsek          | Cehia         | 45,71 |      |

#### Seria 4
| Loc | Culoar | Atlet            | Țară                       | Timp  | Note  |
| --- | ------ | ---------------- | -------------------------- | ----- | ----- |
| 1   | 7      | Quincy Hall      | Statele Unite ale Americii | 44,28 | C     |
| 2   | 5      | Samuel Ogazi     | Nigeria                    | 44,50 | C, PB |
| 3   | 6      | Reece Holder     | Australia                  | 44,53 | C, PB |
| 4   | 8      | Jonathan Sacoor  | Belgia                     | 45,08 |       |
| 5   | 2      | Alexander Ogando | Republica Dominicană       | 45,11 | SB    |
| 6   | 3      | Elián Larregina  | Argentina                  | 47,80 |       |
|     | 4      | Steven Gardiner  | Bahamas                    | NS    |       |

#### Seria 5
| Loc | Culoar | Atlet                        | Țară          | Timp  | Note  |
| --- | ------ | ---------------------------- | ------------- | ----- | ----- |
| 1   | 6      | Kirani James                 | Grenada       | 44,78 | C     |
| 2   | 8      | Christopher Morales Williams | Canada        | 44,96 | C     |
| 3   | 9      | Aruna Darshana               | Sri Lanka     | 44,99 | C, PB |
| 4   | 4      | Zakithi Nene                 | Africa de Sud | 45,01 |       |
| 5   | 7      | Leungo Scotch                | Botswana      | 45,28 |       |
| 6   | 3      | Lionel Spitz                 | Elveția       | 45,81 |       |
| 7   | 5      | Lucas Carvalho               | Brazilia      | 45,85 |       |
| 8   | 2      | Davide Re                    | Italia        | 46,74 |       |

#### Seria 6
| Loc | Culoar | Atlet                | Țară           | Timp  | Note |
| --- | ------ | -------------------- | -------------- | ----- | ---- |
| 1   | 5      | Charlie Dobson       | Marea Britanie | 44,96 | C    |
| 2   | 7      | Alexander Doom       | Belgia         | 45,01 | C    |
| 3   | 3      | Jevaughn Powell      | Jamaica        | 45,12 | C    |
| 4   | 9      | João Coelho          | Portugalia     | 45,35 | SB   |
| 5   | 2      | Cheikh Tidiane Diouf | Senegal        | 45,59 |      |
| 6   | 8      | Fuga Sato            | Japonia        | 46,13 |      |
| 7   | 4      | Gilles Biron         | Franța         | 46,19 |      |
|     | 6      | Zablon Ekwam         | Kenya          | NT    |      |

### Recalificări
S-au calificat în semifinale primul sportiv din fiecare cursă (C) și următorii atleți cu cei mai buni 2 timpi (c).

#### Seria 1
| Loc | Culoar | Atlet           | Țară      | Timp  | Note |
| --- | ------ | --------------- | --------- | ----- | ---- |
| 1   | 4      | Elián Larregina | Argentina | 45,36 | C    |
| 2   | 8      | Gilles Biron    | Franța    | 45,87 |      |
| 3   | 3      | Lucas Carvalho  | Brazilia  | 46,24 |      |
|     | 7      | Davide Re       | Italia    | NS    |      |
|     | 2      | Jonathan Sacoor | Belgia    | NS    |      |
|     | 6      | Fuga Sato       | Japonia   | NS    |      |
|     | 5      | Deandre Watkin  | Jamaica   | NS    |      |

#### Seria 2
| Loc | Culoar | Atlet                | Țară                 | Timp  | Note |
| --- | ------ | -------------------- | -------------------- | ----- | ---- |
| 1   | 5      | Lythe Pillay         | Africa de Sud        | 45,40 | C    |
| 2   | 7      | Matěj Krsek          | Cehia                | 45,53 | PB   |
| 3   | 3      | Oleksandr Pohorilko  | Ucraina              | 45,59 |      |
| 4   | 6      | Michael Joseph       | Sfânta Lucia         | 45,64 |      |
| 5   | 4      | Chidi Okezie         | Nigeria              | 45,92 |      |
|     | 2      | Yuki Joseph Nakajima | Japonia              | NS    |      |
|     | 8      | Alexander Ogando     | Republica Dominicană | NS    |      |

#### Seria 3
| Loc | Culoar | Atlet            | Țară          | Timp  | Note |
| --- | ------ | ---------------- | ------------- | ----- | ---- |
| 1   | 4      | Zakithi Nene     | Africa de Sud | 44,81 | C    |
| 2   | 6      | Leungo Scotch    | Botswana      | 45,33 | c    |
| 3   | 3      | Attila Molnár    | Ungaria       | 45,45 |      |
| 4   | 5      | Lionel Spitz     | Elveția       | 45,51 |      |
|     | 8      | Kentaro Sato     | Japonia       | NS    |      |
|     | 7      | Anthony Zambrano | Columbia      | NS    |      |

#### Seria 4
| Loc | Culoar | Atlet                | Țară       | Timp  | Note   |
| --- | ------ | -------------------- | ---------- | ----- | ------ |
| 1   | 3      | Ammar Ibrahim        | Qatar      | 44,77 | C      |
| 2   | 8      | Cheikh Tidiane Diouf | Senegal    | 45,03 | c, =PB |
| 3   | 3      | Jean Paul Bredau     | Germania   | 45,40 |        |
| 4   | 7      | Dylan Borlée         | Belgia     | 45,51 |        |
| 5   | 4      | João Coelho          | Portugalia | 45,64 |        |
|     | 5      | Sean Bailey          | Jamaica    | NT    |        |

### Semifinale
S-au calificat în finală primii doi atleți din fiecare semifinală (C) și următorii atleți cu cei mai buni 2 timpi (c).

#### Semifinala 1
| Loc | Culoar | Atlet                     | Țară                       | Timp    | Note |
| --- | ------ | ------------------------- | -------------------------- | ------- | ---- |
| 1   | 5      | Quincy Hall               | Statele Unite ale Americii | 43,95   | C    |
| 2   | 7      | Jereem Richards           | Trinidad și Tobago         | 44,33   | C    |
| 3   | 4      | Busang Kebinatshipi       | Botswana                   | 44,43   |      |
| 4   | 8      | Charlie Dobson            | Marea Britanie             | 44,48   | PB   |
| 5   | 3      | Ammar Ibrahim             | Qatar                      | 44,63   | PB   |
| 6   | 2      | Cheikh Tidiane Diouf      | Senegal                    | 44,94   | RN   |
| 7   | 9      | Håvard Bentdal Ingvaldsen | Norvegia                   | 45,60   |      |
| 8   | 6      | Alexander Doom            | Belgia                     | 1:55,10 |      |

#### Semifinala 2
| Loc | Culoar | Atlet              | Țară                       | Timp  | Note  |
| --- | ------ | ------------------ | -------------------------- | ----- | ----- |
| 1   | 8      | Kirani James       | Grenada                    | 43,78 | C, SB |
| 2   | 5      | Muzala Samukonga   | Zambia                     | 43,81 | C, RN |
| 3   | 6      | Christopher Bailey | Statele Unite ale Americii | 44,31 | c, PB |
| 4   | 7      | Bayapo Ndori       | Botswana                   | 44,43 |       |
| 5   | 9      | Luca Sito          | Italia                     | 45,01 |       |
| 6   | 2      | Elián Larregina    | Argentina                  | 45,02 |       |
| 7   | 3      | Lythe Pillay       | Africa de Sud              | 45,24 |       |
|     | 4      | Aruna Darshana     | Sri Lanka                  | DS    |       |

#### Semifinala 3
| Loc | Culoar | Atlet                        | Țară                       | Timp  | Note  |
| --- | ------ | ---------------------------- | -------------------------- | ----- | ----- |
| 1   | 7      | Matthew Hudson-Smith         | Marea Britanie             | 44,07 | C     |
| 2   | 6      | Michael Norman               | Statele Unite ale Americii | 44,26 | C     |
| 3   | 5      | Samuel Ogazi                 | Nigeria                    | 44,41 | c, PB |
| 4   | 9      | Jevaughn Powell              | Jamaica                    | 44,91 |       |
| 5   | 4      | Reece Holder                 | Australia                  | 44,94 |       |
| 6   | 3      | Zakithi Nene                 | Africa de Sud              | 45,06 |       |
| 7   | 2      | Leungo Scotch                | Botswana                   | 45,16 |       |
| 8   | 8      | Christopher Morales Williams | Canada                     | 45,25 |       |

### Finala
| Loc | Culoar | Atlet                | Țară                       | Timp  | Note |
| --- | ------ | -------------------- | -------------------------- | ----- | ---- |
| 1   | 8      | Quincy Hall          | Statele Unite ale Americii | 43,40 | PB   |
| 2   | 6      | Matthew Hudson-Smith | Marea Britanie             | 43,44 | RE   |
| 3   | 7      | Muzala Samukonga     | Zambia                     | 43,74 | RN   |
| 4   | 9      | Jereem Richards      | Trinidad și Tobago         | 43,78 | RN   |
| 5   | 5      | Kirani James         | Grenada                    | 43,87 |      |
| 6   | 2      | Christopher Bailey   | Statele Unite ale Americii | 44,58 |      |
| 7   | 3      | Samuel Ogazi         | Nigeria                    | 44,73 |      |
| 8   | 4      | Michael Norman       | Statele Unite ale Americii | 45,62 |      |